# Johann Friedrich Naue
Johann Friedrich Naue, född den 17 november 1787 i Halle, död där den 19 maj 1858, var en tysk tonsättare.
Naue blev student i sin hemstad och samtidigt elev av Türk i musikteorin. Han efterträdde denne sin lärare som director musices vid universitetet och som organist vid stads- och universitetskyrkan i Halle. Naue erhöll 1835 filosofie doktorsdiplomet från universitetet i Jena. Han utgav Allgemeines evangelisches Choralbuch in Melodien, grossentheils aus den Urquellen berichtigt et cetera (Halle, 1829). Naue komponerade festmarscher för orkester med kör och kantater med mera.